# Мобилизованная нация. Германия 1939—1945
«Мобилизованная нация. Германия 1939—1945» (англ. The German War: A Nation Under Arms, 1939—1945) — книга историка, профессора Оксфордского университета Николаса Старгардта. Работа, основанная на изучении дневниковых записей и писем немецких граждан в 1939—1945 годы, повествует об отношении жителей нацистской Германии ко Второй мировой войне, гитлеровской диктатуре, а также к совершаемым нацистами преступлениям, включая массовое уничтожение евреев. Книга стала мировым бестселлером, в том числе и в России. 

## Документальная основа книги
Издание основано на исследовании многочисленных дневниковых записей, письмах граждан нацистской Германии своим близким родственниками, возлюбленным и супругам, а также иных источников. Старгардт изучил ряд длительных переписок, охватывающих временной промежуток с 1939 года по 1945 год, чтобы понять, каким образом немцы относились к войне, а также как менялось их отношение к ней. По словам автора книги, книга рассказывает о том, почему немцы поддерживали Вторую мировую войну, по какой причине они относились к ней как к чему-то положительному, а также за что, по их мнению, они сражались. «До тех пор, пока мы не ответим на этот вопрос, мы не поймём, почему они продолжали воевать до самого конца. В каком-то смысле, чтобы понять, что было в голове у немцев в 1945 году, надо задаться вопросом, что, по мнению немецкого народа, происходило в году 1939», — отмечал Старгардт. 
По словам Старгардта, в процессе работы он старался с осторожностью отбирать истории «людей из разных регионов Германии, из разных религиозных общин, разных социальных классов». Во многих случаях, как утверждает автор, немцы, чьи дневниковые письма и записи были исследованы при подготовке книги, не считали себя нацистами и не рассматривали себя как «естественных сторонников режима». «Если бы все немцы были сторонниками режима, в их дневниках мы видели бы такую же нацистскую пропаганду, как и в официальных источниках, не было бы никакого разрыва между тем, что они говорили в личной жизни и на публике. Да, есть и такие [состоящие из пропаганды] дневники, но они почти ничего не рассказывают нам о той эпохе. Интереснее читать дневники и письма людей, смотрящих на внутреннюю политику с долей скепсиса», — отмечал Старгардт.

## Содержание книги
Старгардт отмечал, что в 1914 году власти Германской империи уже пытались выставить начало Первой мировой войны как оборонительную войну. Так, немцы позволили российской императорской армии перейти границу Восточной Пруссии, после чего заявили, что Германия подверглась атаке. Однако на тот момент германские силы уже вторглись во Францию и Бельгию, поэтому это «никого не волновало». К 1939 году правящий режим в Германии знал, что делать, чтобы мобилизовать общество.
Старгардт в своей книге писал: «Когда 26 августа 1939 г. вышел приказ о мобилизации, немцы и понятия не имели, что их ожидает. Однако многие и не скрывали мрачного отношения к перспективе войны». При этом Старгардт отмечал, что в немецком обществе большинство не сомневались в том, что война с Польшей была необходима. Старгард указывал на роль нацистской пропаганды, согласно которой польские власти издевались над немецким населением в районах его проживания. Новым аспектом польской кампании были призывы нацистского диктатора Адольфа Гитлера к «расовой войне», в ходе которой немецкие вооружённые силы расстреливали из пулемётов колонны польских беженцев, ожесточённо бомбили польские города, устраивали погромы, массовые казни польских военнопленных и гражданских лиц с десятками тысяч жертв. При этом, по словам Старгардта, большинство немецкого общества находило происходящее «если не приемлемым, то понятным». Так, он приводит письмо немецкого ветерана Первой мировой войны своему сыну:  «Повидав жестокость наших солдат собственными глазами, я поверил в звериное поведение поляков».
Немецкое общество руководствовалось принципом «войну навязали Германии махинации западных держав». Старгардт отмечает, что немцы отреагировали с восторгом на молниеносный разгром французских войск, последовавший за якобы имевшим место вводом английских и французских войск в Нидерланды и Бельгию с целью «вторгнуться в Рур». Французская кампания воспринималась как воздаяние Франции — «наследственного врага Германии» — за Первую мировую войну. Так,  Гитлер, подписывая с французами перемирие, в точности повторил аналогичную процедуру 1918 года. 
Старгардт утверждает, что военные преступления (включая массовое уничтожение евреев), совершённые тоталитарным государством, были широко известны среди обычных людей. Несмотря на огромные трудности, эти люди продолжали поддерживать нацистскую идеологию, даже когда война была уже очевидно проиграна. Корни этого отношения возникли из травмы поражения в Первой мировой войне. Ультраправая диктатура, управлявшая эффективной пропагандистской машиной, смогла привлечь на свою сторону общественное мнение в Германии.

## Критика
Издание The Independent опубликовало положительную рецензию на исследование Старгардта, в которой сама книга названа тревожной. По словам автора рецензии, историка Маркуса Таннера, Старгардт столкнулся с огромной задачей, заключавшейся в необходимости понять настроения и мысли 80 миллионов простых немецких граждан по отношению ко Второй мировой войне, и успешно с ней справился. 
В рецензии историка, почётного профессора истории Университета Миллерсвилля Джека Фишеля, опубликованной Еврейским книжным советом, работа Старгардта охарактеризована как важная книга, отвечающая на многие вопросы, ранее задававшиеся историками, в частности, как цивилизованное немецкое общество превратилось в нацию, которая потворствовала геноциду. Фишель отмечает, что книга вносит важный вклад в понимание того, за что немцы, по их собственному мнению, сражались во Второй мировой войне, а также по какой причине они сохраняли лояльность нацистскому режиму даже после того, как неизбежность поражения Германии стала очевидной.
Положительно оценена книга Старгардта была и в рецензии The Guardian, в которой журналист Джон Кампфнер назвал книгу захватывающим исследованием, являющимся своего рода «проверкой реальности». Как отмечает Кампфнер, книга представляет собой прекрасно написанное, чувствительное и тонкое изображение войны, в котором автор ловко и с удивительной наблюдательностью сплетает разные истории.
Доктор исторических наук Станислав Аристов в рецензии, опубликованной в сетевом издании «Горький», подчёркивал, что книга «вносит весомый вклад в развитие историографии Третьего рейха и Второй мировой войны». По словам историка, «удачное сочетание авторской аналитики и свидетельств очевидцев делают труд Николаса Старгардта не только фундаментальным, но и захватывающим». Уделяет Аристов внимание и недостаткам книги: так, по его словам, автор не пишет о том, что стремление немецких солдат сражаться до конца «представляло собой гремучую смесь, состоявшую не только из патриотизма, раздутого пропагандой, но и других компонентов — страха преследования со стороны карательных органов рейха и страха мести союзников за совершённые преступления». Также Старгардт, по мнению Аристова, оставляет в стороне и прочие механизмы, которые заставляли значительную долю немецких граждан молчать. Помимо прочего, автор подвергает книгу критике за диспропорцию в освещении Восточного и Западного фронтов войны в Европе.

## Признание
В 2015 году «Мобилизованная нация» вошла в список 100 Notable Books of 2015, составленный редакторами издания The New York Times. В 2016 году работа была отмечена премией Хесселл-Тилтмен, которая присуждается лучшим документальным историческим произведениям, охватывающим период до Второй мировой войны включительно. В июле 2023 года перевод книги на русский язык был включён в лонг-лист российской премии «Просветитель. Перевод», в сентябре того же года — в шорт-лист. 

### Издание в России
Название «Мобилизованная нация», под которым книга The German War: A Nation Under Arms, 1939—1945 была издана на русском языке, не выбиралось автором и не было согласовано с ним, однако, по мнению Старгардта, данный заголовок является подходящим и отражающим суть содержания работы.
Согласно данным российской сети книжных магазинов «Читай-город», после начала в России в сентябре 2022 года мобилизации в ходе вторжения на Украину был зафиксирован рост продаж в сегменте литературы о Второй мировой войне на 20 % (в штуках). Особый интерес покупателей был проявлен в отношении книги «Мобилизованная нация. Германия 1939—1945»: в период с 21 сентября по 4 октября 2022 года продажи работы Николаса Старгардта выросли на 405 % по сравнению с периодом с 7 по 20 сентября того же года. «Новая газета» писала, что в 2022 году Старгардт стал одним из самых читаемых зарубежных историков в России.
Сам Старгардт в марте 2023 года в интервью главному редактору телеканала OstWest Ольге Макеевой сообщил, что наслышан о популярности своей книги в России и читал статью об этом в одном из российских бизнес-журналов: «По поводу возросшего интереса могу сказать, что Роберт Сервис, один из моих бывших коллег, знаменитый историк, изучающий Россию, нашёл эту статью и отправил мне её по имейлу. Эта статья в любом случае мне показалась очень интересной, и я захотел побольше узнать о том, как российская аудитория восприняла мою книгу. Видят ли россияне сейчас себя на месте немцев — в той же ситуации, что когда-то были они? Или же в современной России воспринимают происходящее как исключительно российское явление».